# Fekišovce
Fekišovce est un village de Slovaquie situé dans la région de Košice.

## Histoire
Première mention écrite du village en 1391.

## Démographie

### Évolution de la population
| Année:               | 1994. | 2004.    | 2014.   | 2024.   |
| -------------------- | ----- | -------- | ------- | ------- |
| Nombre de personnes: | 274   | 306      | 307     | 295     |
| Différence:          |       | +11,67 % | +0,32 % | -3,90 % |

| Année:               | 2023. | 2024.   |
| -------------------- | ----- | ------- |
| Nombre de personnes: | 305   | 295     |
| Différence:          |       | -3,27 % |

## Politique
| Nom                | Parti politique | Date de l'élection | Fin du mandat |
| ------------------ | --------------- | ------------------ | ------------- |
| Miloslava Fedorová | SMER            | 02.12.2006         | Déc. 2010     |